# Haidlberg
Haidlberg war ein Ortsteil der Gemeinde Großbissendorf im Landkreis Parsberg in Bayern und ist heute eine Wüstung im Truppenübungsplatz Hohenfels.

## Geographische Lage
Die Einöde lag im oberpfälzischen Jura der Südlichen Frankenalb ca. 1 km östlich von Großbissendorf auf ca. 445 m über NHN. 

## Geschichte
Circa 400 m nördlich der heutigen Wüstung ist am namensgebenden Haidlberg/Heidlberg (507 m ü. NHN) ein Burgstall nachgewiesen.
Im Königreich Bayern wurden 1830 die mit zweiten bayerischen Gemeindeedikt von 1818 gebildeten Gemeinden Großbissendorf und Großmittersdorf im Landgericht Parsberg (später Landkreis Parsberg) vereinigt. Spätestens 1867 kamen zu der so vergrößerten Gemeinde Großbissendorf noch die Orte Haarziegelhütte und die nur wenige Jahrzehnte zuvor entstandene Einöde Haidlberg/Heidlberg (1838 als „Hadlberg“ erstmals genannt) hinzu, so dass die Gemeinde nunmehr 15 Ortsteile hatte. Davon schieden bei der Anlage des Heeresgutsbezirks ab 1938 und durch die Bildung der Gemeinde Nainhof-Hohenfels im Jahr 1949 die fünf Orte Großmittersdorf (heute Wüstung), Albertshof (heute US-Kaserne), Haidlberg, Harras (heute Wüstung) und Nainhof (heute US-Kaserne) aus. Im Bereich der abgesiedelten Einöde Haidlberg befinden sich heute eine US-militärische Einrichtung.

### Gebäude- und Einwohnerzahl
- 1838: 5 „Seelen“, 1 Haus in „Hadlberg“[2]
- 1867: 7 Einwohner, 2 Gebäude in „Heidelberg“[4]
- 1871: 4 Einwohner, 2 Gebäude in „Haidlberg (Heidlberg)“, an Großviehbestand 1873 6 Stück Rindvieh[5]
- 1900: 4 Einwohner, 1 Wohngebäude[6]
- 1925: 8 Einwohner, 1 Wohngebäude[7]
- 1950: 6 Einwohner, 1 Wohngebäude[8]

### Kirchliche und schulische Verhältnisse
Haidlberg gehörte zur katholischen Pfarrei Hohenfels im Bistum Regensburg. Die Kinder gingen im 19. Jahrhundert und um 1900/1925 nach Großbissendorf, um 1950 nach Nainhof zur Schule.